# Clear Air Turbulence (album)
Albums de Ian Gillan Band
Child in Time
(1976) Scarabus
(1977)
Clear Air Turbulence est le deuxième album studio du groupe de jazz rock britannique Ian Gillan Band, sorti en 1977 et dont la pochette a été réalisée par Chris Foss. L'album a d'abord été enregistré entre juillet 1976 et septembre 1976. Une tournée au Royaume-Uni a été organisée, bien que toutes les dates aient été reportées à avril 1977 afin que le nouvel album puisse être réenregistré et remixé chez Kingsway Recorders, à Londres.
L'album a été réédité en 1989 par Virgin Records sur CD, et en 2010 par Edsel Records.

## Titres
- Tous les morceaux sont écrits par Ray Fenwick, Ian Gillan, John Gustafson, Mark Nauseef, Colin Towns.

Face 1
1. "Clear Air Turbulence" – 7:35
2. "Five Moons" – 7:30
3. "Money Lender" – 5:38

Face 2
1. "Over the Hill" – 7:14
2. "Goodhand Liza" – 5:24
3. "Angel Manchenio" – 7:17

## The Rockfield mixes
Ian Gillan n'a pas été satisfait des mixages finaux de l'album, ce qui a retardé sa sortie. Ce qui est finalement devenu l'album Clear Air Turbulence a été remixé à Kingsway avant sa sortie, mais le mixage original avait eu lieu aux Rockfield Studios au Pays de Galles. En 1997, le mixage original a été publié par Angel Air Records sous le titre The Rockfield Mixes et représente une version plus "propre" (ou du moins plus ancienne) de l'album. Il comprend également un morceau supplémentaire qui ne figurait pas dans la version originale. La liste des morceaux a été modifiée comme suit :
1. "Over the Hill" – 7:20
2. "Clear Air Turbulence" – 7:47
3. "Five Moons" – 7:34
4. "Money Lender" – 5:40
5. "Angel Manchenio" – 7:21
6. "This Is the Way" – 2:03
7. "Goodhand Liza" – 5:20

## The Rockfield Mixes Plus
En 2004, une autre variante de l'album est sortie sous le nom de The Rockfield Mixes Plus contenant quatre titres inédits et une interview de Ray Fenwick. Les morceaux supplémentaires étaient :
- "Apathy" (piste d'accompagnement) – 4:14
- "Over the Hill" (live) – 9:50
- "Smoke on the Water" (live) – 7:38
- "Mercury High" (backing track) – 3:33

## Musiciens
Ian Gillan Band
- Ian Gillan – chant
- Colin Towns – claviers et flûtes
- Ray Fenwick – guitares et chant
- John Gustafson – basse et chant
- Mark Nauseef – batterie et percussions

Musiciens supplémentaires
- Phil Kersie - saxophone ténor sur "Five Moons"
- Martin Firth – saxophone baryton
- John Huckridge – trompettes
- Derek Healey – trompettes
- Malcolm Griffiths – trombone